# La Vega (Gijón)
La Vega es un lugar que pertenece a la parroquia de Serín en el concejo de Gijón (Principado de Asturias). Se encuentra a 59 m s. n. m. y está situada a 12,40 km de la capital del concejo, Gijón. 

## Población
En 2020 contaba con una población de 36 habitantes (INE 2020) repartidos en un total de 21 viviendas.